# Nazionale maschile di pallacanestro dell'Indonesia
La nazionale di pallacanestro dell'Indonesia (Tim nasional bola basket Indonesia) è la rappresentativa cestistica dell'Indonesia ed è posta sotto l'egida della Federazione cestistica dell'Indonesia.

## Piazzamenti

### Campionati asiatici
- 1960 - 6°
- 1967 - 4°
- 1973 - 8°
- 1975 - 10°
- 1977 - 13°

- 1983 - 12°
- 1985 - 11°
- 1987 - 12°
- 1989 - 14°
- 1991 - 14°

- 1993 - 12°
- 1995 - 18°
- 1997 - 12°
- 2005 - 14°
- 2007 - 12°

- 2009 - 15°
- 2011 - 13°
- 2022 - 11°

### Giochi asiatici
- 1954 - 5°
- 1958 - 9°
- 1962 - 5°
- 2018 - 8°

## Formazioni

### Campionati asiatici
Campionato asiatico maschile di pallacanestro 20054 Rakasw, 5 Poediakesuma, 6 Achamd, 7 Hantono, 8 Chandra, 9 Prihantono, 10 Wuysang, 11 Tiara, 12 Suharsono, 13 Sudiandnyana, 14 Situmorang, 15 Gunawan,        All. Rastafari Horongbala
Campionato asiatico maschile di pallacanestro 20074 Cokorda, 5 Poediakesuma, 6 Julius Ahmad, 7 Prihantono, 8 Ekayana, 9 Sondakh, 10 Wuysang, 11 Tiara, 12 Indrajaya, 13 Gunawan, 14 Situmorang, 15 Jati,        All. -
Campionato asiatico maschile di pallacanestro 20094 Purwanto, 5 Poediakesuma, 6 Iroth, 7 Wijaya, 8 Sebayang, 9 Kurniahu, 10 Chandra, 11 Paolopo, 12 Sogirin, 13 Indrawan, 14 Fidyandini, 15 Thoyib,        All. -
Campionato asiatico maschile di pallacanestro 20114 Prawiro, 5 Poediakesuma, 6 Chandra, 7 Prihantono, 8 Gerungan, 9 Dewanto, 10 Wuysang, 11 Haryoko, 12 Indrawan, 13 Gunawan, 14 Situmorang, 15 Sitepu,        All. Rastafari Horongbala
Campionato asiatico maschile di pallacanestro 20220 Kokodiputra, 1 Xzavierro, 3 Jawato, 4 Grahita, 7 Dhyaksa, 11 Saputera, 12 Noor, 15 Kosasih, 22 Bolden, 24 Goantara, 33 Wisnu, 71 Teja,        All. Miloš Pejić

### Giochi asiatici
Pallacanestro ai XVIII Giochi asiatici3 Gemilang, 4 Grahita, 7 Dhyaksa, 9 Kurniawan, 10 Sitorus, 12 Haq, 13 Indrawan, 14 Putra, 23 Wuwungan, 30 Prawiro, 33 Wisnu, 71 Johnson,        All. Fictor Roring

### Giochi del Sud-est asiatico
Pallacanestro maschile ai XXXI Giochi del Sud-est asiatico0 Kokodiputra, 1 Xzavierro, 2 Lakudu, 3 Jawato, 4 Grahita, 7 Dhyaksa, 11 Saputera, 15 Kosasih, 22 Bolden, 24 Goantara, 29 Diagne, 33 Wisnu,        All. Miloš Pejić
Pallacanestro maschile ai XXXII Giochi del Sud-est asiatico0 Kokodiputra, 2 Beane, 3 Jawato, 4 Arighi, 7 Dhyaksa, 11 Saputera, 13 Gemilang, 14 Chalias, 15 Kosasih, 25 Prosper, 29 Diagne, 71 Teja,        All. Miloš Pejić

## Nazionali giovanili
- Nazionale Under-18
- Nazionale Under-16